# 1950年スイスグランプリ
1950年スイスグランプリ (X Großer Preis der Schweiz) は、1950年のF1世界選手権第4戦として、1950年6月4日にブレムガルテン・サーキットで開催された。

## レース概要
シリーズ第4戦はシルバーストンのちょうど3週間後に開催された（モナコとインディアナポリスは連続して行われた）。イベントはジュゼッペ・ファリーナ、ファン・マヌエル・ファンジオ、ルイジ・ファジオーリの駆るファクトリー・アルファロメオ・158とスクーデリア・フェラーリのアルベルト・アスカリ、ルイジ・ヴィッロレージ（最新型モデルで、改良されたリアサスペンション、ツインオーバーヘッドカム、4速ギアボックス搭載）、レイモンド・ソマー、ピーター・ホワイトヘッドらとの戦いが再現された。この他にも競争力に劣る多くのタルボ・ラーゴとマセラティがエントリーした。フロイラン・ゴンザレスはモナコでの火傷の結果、欠場となった。マセラティファクトリーのフランコ・ロルも同様に前戦のクラッシュのため欠場した。このレースは戦前から活躍したユージェン・マルタンの最後のレースであった。また、オートバイレーサーであったネッロ・パガーニの初参加および唯一のグランプリでもあった。
予選ではファンジオとファリーナが1-2を形成し、これにファジオーリが続いてフロントローに並んだ。2列目はヴィッロレージとアスカリのフェラーリ勢。ピーター・ホワイトヘッド、フランコ・ロル、レグ・パーネル、ルディ・フィッシャーは予選落ちした。レースではアスカリが好スタートを切り第1ラップでアルファロメオをリードしたが、急速に後退しアルファ勢のトップ争いとなった。ファンジオが序盤リードしたが、ファリーナはより速く給油のためにストップして前に進んだ。ファジオーリは順位を維持できず、ヴィッロレージとアスカリがリタイアするとプリンス・ビラが4位を走行する。ビラが給油のためピットインし、フィリップ・エタンセランが4位に浮上した。すぐ後にファクトリー・タルボのユージェン・マルタンがクラッシュ、車から投げ出され重傷を負った。エタンセランはギアボックストラブルのためリタイアし、ルイ・ロジェが4位となる。33ラップ目にファンジオが電気系トラブルでリタイアするとロジェは3位に浮上した。レースはファリーナが制し、複数のグランプリで優勝した初のドライバーとなった。

## エントリーリスト
| No       | ドライバー                       | チーム                                 | コンストラクター | シャシー                | エンジン                       | タイヤ |
| -------- | -------------------------------- | -------------------------------------- | ---------------- | ----------------------- | ------------------------------ | ------ |
| 2        | ネッロ・パガーニ                 | スクーデリア・アキッレ・バルツィ       | マセラティ       | マセラティ・4CLT-48     | マセラティ 4 CL 1.5 L4s        | P      |
| 4        | ジョニー・クレエ                 | エキュリー・ベルゲ                     | タルボ・ラーゴ   | タルボ・ラーゴ・T26C    | タルボ 23CV 4.5 L6             | D      |
| 6        | イブ・ジロー・カバントゥ         | オートモビルズ・タルボ＝ダラック       | タルボ・ラーゴ   | タルボ・ラーゴ・T26C-DA | タルボ 23CV 4.5 L6             | D      |
| 8        | ユージェン・マルタン             | オートモビルズ・タルボ＝ダラック       | タルボ・ラーゴ   | タルボ・ラーゴ・T26C-DA | タルボ 23CV 4.5 L6             | D      |
| 10       | ルイ・ロジェ                     | オートモビルズ・タルボ＝ダラック       | タルボ・ラーゴ   | タルボ・ラーゴ・T26C-DA | タルボ 23CV 4.5 L6             | D      |
| 12       | ルイジ・ファジオーリ             | アルファロメオ SpA                     | アルファロメオ   | アルファロメオ・158     | アルファロメオ 159 LBC 1.5 L8s | P      |
| 14       | ファン・マヌエル・ファンジオ     | アルファロメオ SpA                     | アルファロメオ   | アルファロメオ・158     | アルファロメオ 159 LBC 1.5 L8s | P      |
| 16       | ニーノ・ファリーナ               | アルファロメオ SpA                     | アルファロメオ   | アルファロメオ・158     | アルファロメオ 159 LBC 1.5 L8s | P      |
| 18       | アルベルト・アスカリ             | スクーデリア・フェラーリ               | フェラーリ       | フェラーリ・125         | フェラーリ 125 F1 1.5 V12s     | P      |
| 20       | レイモンド・ソマー               | スクーデリア・フェラーリ               | フェラーリ       | フェラーリ・166F2-50    | フェラーリ 125 F1 1.5 V12s     | P      |
| 22       | ルイジ・ヴィッロレージ           | スクーデリア・フェラーリ               | フェラーリ       | フェラーリ・125         | フェラーリ 125 F1 1.5 V12s     | P      |
| 24       | ピーター・ホワイトヘッド         | スクーデリア・フェラーリ               | フェラーリ       | フェラーリ・125         | フェラーリ 125 F1 1.5 V12s     | P      |
| 26       | ルイ・シロン                     | オフィシーネ・アルフィエリ・マセラティ | マセラティ       | マセラティ・4CLT-48     | マセラティ 4 CL 1.5 L4s        | P      |
| 28       | フランコ・ロル                   | オフィシーネ・アルフィエリ・マセラティ | マセラティ       | マセラティ・4CLT-48     | マセラティ 4 CL 1.5 L4s        | P      |
| 30       | プリンス・ビラ                   | エンリコ・プラーテ                     | マセラティ       | マセラティ・4CLT-48     | マセラティ 4 CL 1.5 L4s        | P      |
| 32       | トゥーロ・デ・グラッフェンリート | エンリコ・プラーテ                     | マセラティ       | マセラティ・4CLT-48     | マセラティ 4 CL 1.5 L4s        | P      |
| 34       | フェリーチェ・ボネット           | スクーデリア・ミラノ                   | マセラティ       | マセラティ・4CLT-50     | マセラティ 4 CL 1.5 L4s        | P      |
| 36       | レグ・パーネル                   | スクーデリア・アンブロジアーナ         | マセラティ       | マセラティ・4CLT-48     | マセラティ 4 CL 1.5 L4s        | P      |
| 38       | ルディ・フィッシャー             | エキュリー・エスパドン                 | SVA-フィアット   | SVA 1500                | フィアット L4s                 | P      |
| 40       | トニ・ブランカ                   | スクーデリア・アキッレ・バルツィ       | マセラティ       | マセラティ・4CL         | マセラティ 4 CL 1.5 L4s        | P      |
| 42       | フィリップ・エタンセラン         | フィリップ・エタンセラン               | タルボ・ラーゴ   | タルボ・ラーゴ・T26C    | タルボ 23CV 4.5 L6             | D      |
| 44       | ハリー・シェル                   | エキュリー・ブルーエ                   | タルボ・ラーゴ   | タルボ・ラーゴ・T26C    | タルボ 23CV 4.5 L6             | D      |
| Sources: |                                  |                                        |                  |                         |                                |        |

## 予選
| 順位 | No | ドライバー                       | チーム         | ラップタイム | 差     |
| ---- | -- | -------------------------------- | -------------- | ------------ | ------ |
| 1    | 14 | ファン・マヌエル・ファンジオ     | アルファロメオ | 2:42.1       | -      |
| 2    | 16 | ジュゼッペ・ファリーナ           | アルファロメオ | 2:42.8       | + 0.7  |
| 3    | 12 | ルイジ・ファジオーリ             | アルファロメオ | 2:45.2       | + 3.1  |
| 4    | 22 | ルイジ・ヴィッロレージ           | フェラーリ     | 2:46.1       | + 4.0  |
| 5    | 18 | アルベルト・アスカリ             | フェラーリ     | 2:46.8       | + 4.7  |
| 6    | 42 | フィリップ・エタンセラン         | タルボ・ラーゴ | 2:51.1       | + 9.0  |
| 7    | 6  | イブ・ジロー・カバントゥ         | タルボ・ラーゴ | 2:52.7       | + 10.6 |
| 8    | 30 | プリンス・ビラ                   | マセラティ     | 2:53.2       | + 11.1 |
| 9    | 8  | ユージェン・マルタン             | タルボ・ラーゴ | 2:53.7       | + 11.6 |
| 10   | 10 | ルイ・ロジェ                     | タルボ・ラーゴ | 2:54.0       | + 11.9 |
| 11   | 32 | トゥーロ・デ・グラッフェンリード | マセラティ     | 2:54.2       | + 12.1 |
| 12   | 34 | フェリーチェ・ボネット           | マセラティ     | 2:54.6       | + 12.5 |
| 13   | 20 | レイモンド・ソマー               | フェラーリ     | 2:54.6       | + 12.5 |
| 14   | 4  | ジョニー・クレエ                 | タルボ・ラーゴ | 2:59.0       | + 16.9 |
| 15   | 2  | ネッロ・パガーニ                 | マセラティ     | 3:06.8       | + 24.7 |
| 16   | 26 | ルイ・シロン                     | マセラティ     | 3:06.8       | + 24.7 |
| 17   | 40 | トニ・ブランカ                   | マセラティ     | 3:10.0       | + 27.9 |
| 18   | 44 | ハリー・シェル                   | タルボ・ラーゴ | 3:11.5       | + 29.4 |

## 決勝
| 順位 | No | ドライバー                       | チーム         | 周回 | タイム/リタイア原因 | グリッド | ポイント |
| ---- | -- | -------------------------------- | -------------- | ---- | ------------------- | -------- | -------- |
| 1    | 16 | ジュゼッペ・ファリーナ           | アルファロメオ | 42   | 2:02:53.7           | 2        | 9        |
| 2    | 12 | ルイジ・ファジオーリ             | アルファロメオ | 42   | + 0.4               | 3        | 6        |
| 3    | 10 | ルイ・ロジェ                     | タルボ・ラーゴ | 41   | + 1 Lap             | 10       | 4        |
| 4    | 30 | プリンス・ビラ                   | マセラティ     | 40   | + 2 Laps            | 8        | 3        |
| 5    | 34 | フェリーチェ・ボネット           | マセラティ     | 40   | + 2 Laps            | 12       | 2        |
| 6    | 32 | トゥーロ・デ・グラッフェンリード | マセラティ     | 40   | + 2 Laps            | 11       |          |
| 7    | 2  | ネッロ・パガーニ                 | マセラティ     | 39   | + 3 Laps            | 15       |          |
| 8    | 44 | ハリー・シェル                   | タルボ・ラーゴ | 39   | + 3 Laps            | 18       |          |
| 9    | 26 | ルイ・シロン                     | マセラティ     | 39   | + 3 Laps            | 16       |          |
| 10   | 4  | ジョニー・クレエ                 | タルボ・ラーゴ | 38   | + 4 Laps            | 14       |          |
| 11   | 40 | トニ・ブランカ                   | マセラティ     | 35   | + 7 Laps            | 17       |          |
| Ret  | 14 | ファン・マヌエル・ファンジオ     | アルファロメオ | 32   | エンジン            | 1        |          |
| Ret  | 42 | フィリップ・エタンセラン         | タルボ・ラーゴ | 25   | ギアボックス        | 6        |          |
| Ret  | 8  | ユージェン・マルタン             | タルボ・ラーゴ | 19   | アクシデント        | 9        |          |
| Ret  | 20 | レイモンド・ソマー               | フェラーリ     | 19   | サスペンション      | 13       |          |
| Ret  | 22 | ルイジ・ヴィッロレージ           | フェラーリ     | 9    | エンジン            | 4        |          |
| Ret  | 18 | アルベルト・アスカリ             | フェラーリ     | 4    | オイルポンプ        | 5        |          |
| Ret  | 6  | イブ・ジロー・カバントゥ         | タルボ・ラーゴ | 0    | アクシデント        | 7        |          |

*Ret:リタイア

## 記録
- ポールポジション: ファン・マヌエル・ファンジオ - 2:42.1
- ファステストラップ: ジュゼッペ・ファリーナ - 2:41.6
- ラップリーダー:
  - ファン・マヌエル・ファンジオ (1-6周目、21-22周目)
  - ジュゼッペ・ファリーナ (7-20周目、24-42周目)
  - ルイジ・ファジオーリ (23周目)

## 第4戦終了時点でのランキング
|   | 順位 | ドライバー                   | ポイント |
| - | ---- | ---------------------------- | -------- |
|   | 1    | ニーノ・ファリーナ           | 18       |
| 2 | 2    | ルイジ・ファジオーリ         | 12       |
| 1 | 3    | ファン・マヌエル・ファンジオ | 9        |
| 1 | 4    | ジョニー・パーソンズ         | 9        |
|   | 5    | アルベルト・アスカリ         | 6        |

- 注：トップ5のみ表示。ベスト4戦のみがカウントされる。

## 参照
1. ↑  “1950 Swiss Grand Prix - Race Entries”.   manipef1.com. 2012年5月9日時点のオリジナルよりアーカイブ。2013年11月15日閲覧。
2. ↑  “1950 Swiss GP - Entry List”.   chicanef1.com. 2013年11月15日閲覧。

Unless otherwise indicated, all race results are taken from “The Official Formula 1 website”. 2007年6月5日閲覧。
Further information taken from “silhouet.com”. 2013年4月16日閲覧。
| 前戦 1950年インディ500 | FIA F1世界選手権 1950年シーズン | 次戦 1950年ベルギーグランプリ   |
|                        | スイスグランプリ                | 次回開催 1951年スイスグランプリ |